# شوهو ساتو
شوهو ساتو (انگلیسی: Shūhō Satō؛ زادهٔ ۸ دسامبر ۱۹۷۳) مانگاکا اهل ژاپن است.